# リトル清原
リトル清原（リトルきよはら、1971年10月26日 - ）は、日本のものまねタレント。本名、山﨑 克也（やまざき かつや）。
埼玉県出身。パンダ・リンク所属で、同社副社長。東京電機大学卒業。

## 人物
清原和博のものまねで知られる。清原本人も公認する唯一のものまねタレントで、実際に彼を見た際、あまりのそっくりぶりに驚いていた。唯一見分ける方法は、清原が身長188cmあるのに対し20cm低いこと。小学生時代から清原のファンで、成長するにつれ顔立ちも似てきたことから、テレビの素人参加コーナーに出演するようになった。2000年に日本テレビ「ものまねバトル大賞」で本格的にテレビデビュー。同時期にはなわが松井秀喜のものまねで人気を得ており、「MK砲」として二人で多くのテレビ番組に出演した。
同じ事務所のバーモント秀樹とコンビを組みキングオブコントに挑戦している。
清原の誕生日である2009年8月18日に、元OLの一般女性と入籍。この日を選んだのは妻の発案による。婚姻届の証人欄に清原が署名したことで話題となった。
2016年に清原和博が逮捕された際には、地方などでの営業がキャンセルになるなど仕事に悪影響が出た。逮捕の10日前にも一緒にイベントに出演しており、「報道を信じたくはないけど本当だとしたら残念です。やってないと信じてたのに。」と心境を語った。今後も清原のものまねを継続することを明言している。なお、2021年に清原のYouTubeチャンネル「清ちゃんスポーツ」のゲストに呼ばれ、清原より直接謝罪されている。
2020年より、さわかみ関西独立リーグ加盟の球団「和歌山ファイティングバーズ」の専属カメラマン兼公認応援団員に就任。

## 出演

### テレビ
- 日本テレビ系
  - ものまねバトル大賞
  - 24時間テレビ 「愛は地球を救う」
  - 体育会系スポーツ大忘年会
  - プロ野球オールスタースポーツフェスティバル
- TBS系
  - アッコにおまかせ!
- フジテレビ系
  - 笑っていいとも!
  - とんねるずのみなさんのおかげでした
  - めちゃ×2イケてるッ!
  - ジャンクSPORTS
- テレビ朝日系
  - 内村プロデュース
  - 笑いの金メダル（朝日放送）
- その他
  - 白黒アンジャッシュ（千葉テレビ）

### 雑誌
- 週刊朝日
- FLASH
- 関西ウォーカー
- 月刊空手道
- 週刊ヤングジャンプ
- ブルータス
- アサヒ芸能エンタメ!

ほか多数

### イベント等
- PRIDE 男祭り 2006
- WCBF チャリティ芸能人対抗国際親善野球大会
- 東京電機大学創立100周年記念式典
- JBL公式リーグ
- 肘圧整体りばいばるろーど イメージキャラクター
- R-1ぐらんぷり
- M-1グランプリ

ほか多数